# Sniper (musikgrupp)
Sniper är ett band grundat 1997 i Kuusankoski i Finland. Sniper är ett RAC-band. Musiken är vit makt-influerad. Man har texter om Finland, våld mot meningsmotståndare och emot invandring samt mångkultur.
Bandets namn härleds från den legendariska finska prickskytten Simo Häyhä som under Vinterkriget dödade upp till 542 stycken fiendesoldater.

## Medlemmar

### Nuvarande
- Korkki, bas och sång
- Kokko, Gitarr
- Tappo, Trummor
- Jamo,  Gitarr

### Före detta
- Lapa, Trummor
- Tommi, Bas

## Diskografi
- 1998 Power is white, 12" picture-maxi (Movement Records, 1998)
- 2002 The Moment of Truth, cd (AinaSkin Services)
- 2002 Waiting for the good times, cd (PoPgrom)
- 2003 Praise & Prelude to a new World, cd (PoPgrom)
- 2003 In Hate Of The Russian (PoPgrom) (Med det estniska bandet P.W.A.)
- 2003 Sotaa! (PoPgrom)
- 2004 Born to War (NorthX Records)
- 2005 One Last Stand (NorthX Records)
- 2005 All Hits...No misses!(Micetrap Records)(Samlingsalbum)
- 2006 Hail the white race! (NorthX-records)
- 2008 On The Road To Victory (Nordvind Records)
- 2011 War is coming (Rampage Productions)